# Kilometrul 36
Kilometrul 36 este un film românesc din 1989 regizat de Anghel Mora. Rolurile principale au fost interpretate de actorii Dan Condurache, Tora Vasilescu, Gheorghe Visu.

## Distribuție
Distribuția filmului este alcătuită din:
- Florin Kostrakiewicz
- Papil Panduru
- Constantin Cotimanis
- Iulian Enache
- Ovidiu Moldovan
- Dan Condurache — Valentin Ionescu
- Claudiu Bleonț
- Dragoș Stamate
- Mircea Anca
- Tudorel Filimon
- Radu Dragomir
- Ion Besoiu
- Miruna Mureșianu
- Anca Dincă
- Gheorghe Visu
- Marian Ghenea
- Tora Vasilescu — Tina
- Medeea Marinescu
- Mihai Bisericanu
- Florin Tănase